# Otakar Fuka
Otakar Fuka (28. prosince 1936 v Praze – 22. února 2012) byl český filmový scenárista, režisér a pedagog.
Studium na pražské FAMU ukončil v roce 1960, ale již tehdy po několik let pracoval jako pomocný režisér a asistent režie v Barrandovských ateliérech. V 60. letech chvíli působil i v Řecku, nicméně k samostatné režijní práci se dostal až v roce 1971, kdy debutoval snímkem Svědectví mrtvých očí.
Od roku 1980 vyučoval jako odborný asistent na pražské FAMU a působil zde, mimo jiné, též jako odborný pedagogický dozor při natáčení absolventských filmů.

## Filmografie
- 1988 Piloti
- 1987 Černá punčocha
- 1984 Příliš velká šance
- 1983 Samorost
- 1981 Kam zmizel kurýr
- 1981 V podstatě jsme normální
- 1979 Pátek není svátek
- 1978 Pumpaři od Zlaté podkovy
- 1977 Zlaté rybky
- 1975 Mys Dobré naděje
- 1972 Akce Bororo
- 1971 Svědectví mrtvých očí
- 1970 Návštěvy
- 1958 Linka 515 - 42